# رفیع‌آباد (آمل)
رفیع آباد ، روستایی از توابع بخش مرکزی شهرستان آمل در استان مازندران ایران است ،فاصله تا شهر آمل 6کیلومتر می باشد،و فاصله تا دریا 10 کیلومتر که به ساحل سرخرود می رسد.شغل اکثریت اهالی روستا کشاورزی از نوع برنجکاری است،خانه های روستا متراکم و زمین های کشاورزی در بیرون روستا قرار دارد.

## جمعیت
این روستا در دهستان هرازپی جنوبی قرار دارد و براساس سرشماری مرکز آمار ایران در سال ۱۳۸۵، جمعیت آن ۵۲۸ نفر (۱۲۵خانوار) بوده‌است.